# Wyszynk
Wyszynk – miejsce (karczma, gospoda, restauracja, bar itp.), gdzie sprzedaje się napoje alkoholowe, które wypijane są w miejscu ich zakupu.
Nazwa pochodzi od niemieckiego słowa Alkoholausschank, które oznacza sprzedaż alkoholu w lokalu gastronomicznym.